# Castelnuovo Berardenga
Castelnuovo Berardenga è un comune italiano di 8 818 abitanti della provincia di Siena in Toscana.
È situato a circa 20 km dal capoluogo su un colle tra il torrente Malena e il fiume Ombrone. Dal 1932 fa parte della zona vinicola Chianti, essendo il suo territorio diviso tra la sottozona dei Colli Senesi e quella del Classico di cui è il comune più meridionale.

## Geografia fisica

### Territorio
Nel pliocene la paleogeografia dell'area era costituita prevalentemente costiera o di mare basso,a cui seguiva una zona batiale che prendeva forma a poca distanza dalla riva, là dove una breve piattaforma di costa lasciava il posto alla ripida scarpata continentale.
Questo è testimoniato dal ritrovamento di numerosi denti fossili, in perfetto stato di conservazione, di Chlamydoselachus lawleyi, una specie fossile di squalo dalla forma sinuosa simile ad una anguilla.
- Classificazione sismica: zona 2 (sismicità medio-alta), Ordinanza PCM 3274 del 20/03/2003

### Clima
- Classificazione climatica: zona D, 2099 GR/G
- Diffusività atmosferica: alta, Ibimet CNR 2002

## Storia

### Le origini medievali
Sotto nome di territorio o distretto della Berardenga si sottintendeva anche nei tempi della Repubblica senese la porzione di quello stato compresa tra le sorgenti del torrente Bozzone e quelle dell'Ambra, fra il Chianti alto e il fiume Biena sino alle Taverne d'Arbia.
Il suo nome deriva appunto dalla Contea dei Berardenghi, che a causa di un errore di scrittura prese il nome da uno dei figli del conte Wuinigi (Giunigi) di Ranieri, appartenente alla popolazione dei Franchi Salii, sceso in Italia in qualità di Legato dell'Imperatore Ludovico il Pio (865), poi divenuto Governatore politico di Siena (867-881) e di Roselle (868). Egli si chiamava Berardo e questo nome, ripetuto costantemente dai discendenti, diede poi il nome anche al territorio.
Lo stipite, donde ebbe nome la contea Berardenga, parte senza dubbio da quel Castelnuovo, fondato dalla Repubblica di Siena, come punto di sorveglianza del confine verso Firenze e Arezzo, dopo una delibera datata 26 luglio 1366. In quest'epoca la parte superiore del colle venne circondata di mura affidandone la direzione a Mino Dei di Siena (1373-1374). Contemporaneamente alla fondazione fu dato a Castelnuovo uno statuto comunitativo aggregando al suo distretto i comunelli di Guistrigona, Pacina, Sestano, Ripalta, S. Giusto fuori di Castelnuovo, S. Quirico, Curina, Cerro grosso, Arceno, Orgiale, Nebbina, Vacchereccia, e Valcortese. Del castello si conserva oggi una torre e poco più.
L'antica chiesa parrocchiale di San Giusto, situata poco lontano da Castelnuovo è rammentata molto tempo prima che fosse edificato il castello, tra le filiali della vicina antichissima pieve di Pacina, nota per le prime contese fra i senesi e gli aretini sui confini diocesani risalenti al secolo VII.
Poco dopo il completamento delle mura del castello, Giovanni Acuto, alla testa di un esercito fiorentino, sopraggiunse nel 1382 assalendolo senza però successo. Di nuovo nel 1478 e 1479 il castello venne assediato dai fiorentini nel tentativo di strapparlo ai senesi. Tali eventi ed altre circostanze obbligarono i governanti della Repubblica di Siena ad aumentare le fortificazioni, che vennero messe in opera sul cadere del XV secolo, con un nuovo giro di mura, corroborate da sette torri, una sola delle quali sussiste tuttora. La presenza di sette torri è confutata dal disegno granducale del castello (1560 circa) recuperato nel 2018 alla Biblioteca Nazionale di Firenze-Fondo Palatino). Le Torri sono sempre state sei e quella esistente, posizionata in asse alla vecchia porta, fu realizzata ex novo in un periodo a cavallo fra XVIII e XIX secolo.

### L'età moderna
Nel 1511 Castelnuovo fu ceduto a Belisario Bulgarini, sotto il titolo di Potestà, al quale subentrò un individuo della famiglia Bellarmati, che tenne il castello fino al 1526, quando tornò sotto il dominio diretto di Siena.
Nel 1554 Castelnuovo Berardenga subì la sorte della madrepatria, incorporata al dominio assoluto del primo Granduca di Toscana.

### Simboli
(Art. 6 c. 1 dello Statuto comunale)
Il gonfalone è un drappo di bianco.

## Monumenti e luoghi d'interesse

### Architetture religiose

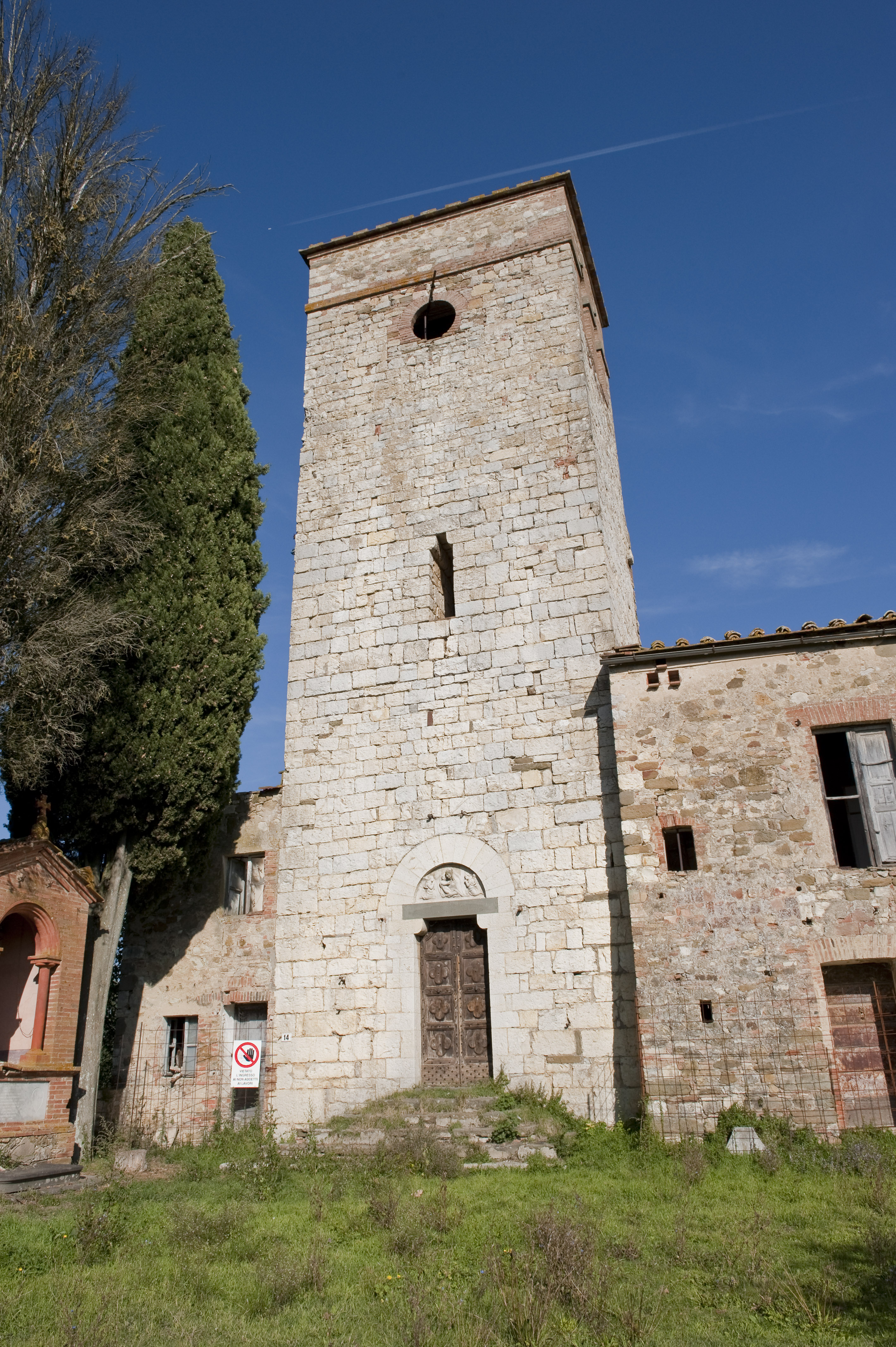
Pieve di San Giovanni Battista

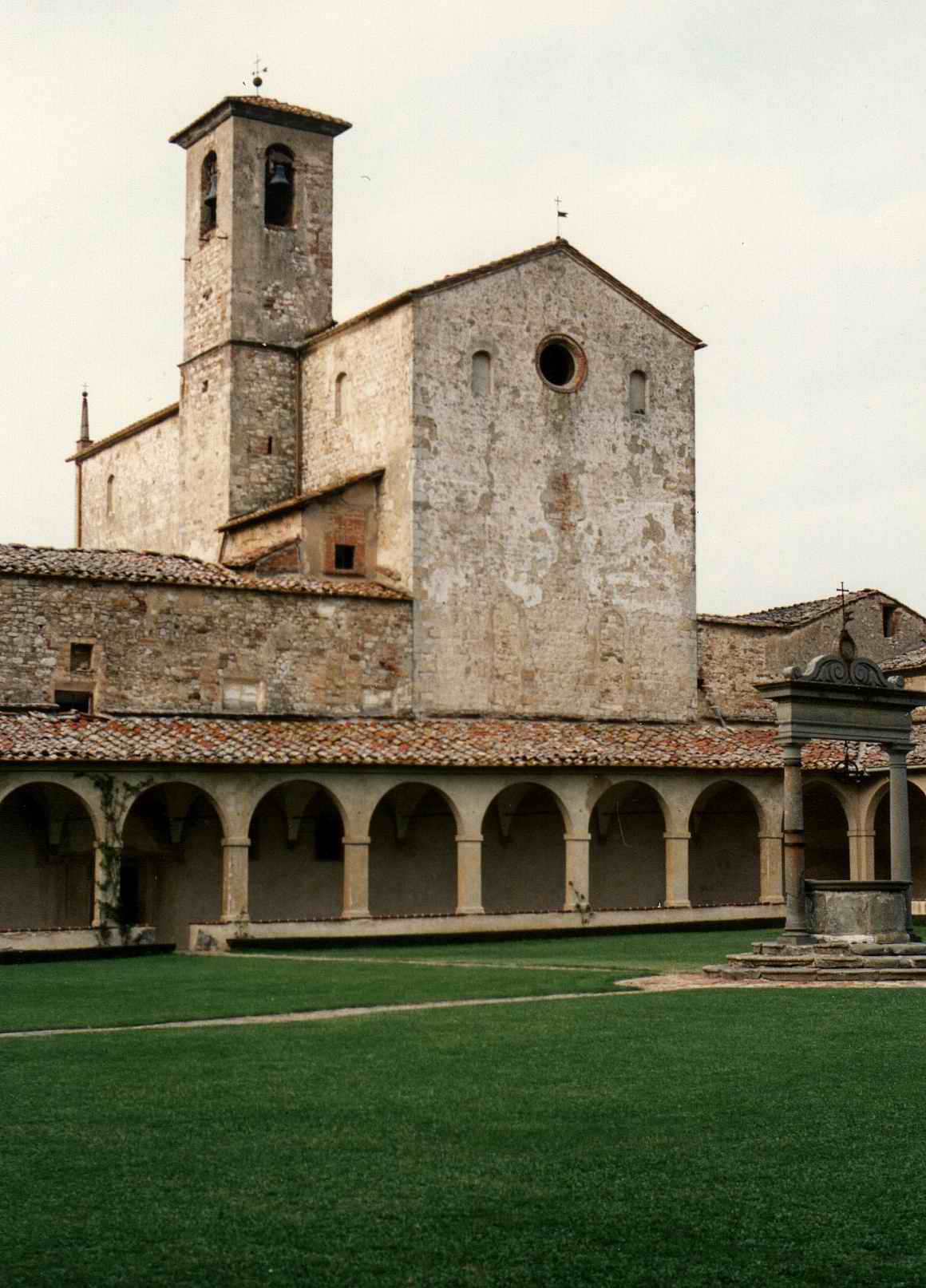
Certosa di San Pietro

- Propositura dei Santi Giusto e Clemente
- Pieve di Santa Maria a Pacina
- Pieve di San Felice a San Felice
- Pieve dei Santi Cosma e Damiano a San Gusmè
- Pieve di San Giovanni Battista a Pievasciata
- Pieve di Santa Maria a Villa a Sesta
- Certosa di San Pietro, detta anche Certosa di Pontignano
- Chiesa di San Cristoforo a Vagliagli
- Chiesa di San Pietro a Canonica a Cerreto
- Chiesa di Sant'Ansano a Dofàna, nei pressi di Casetta
- Chiesa dei Santi Giacomo e Niccolò a Quercegrossa
- Chiesa di San Giovanni Evangelista a San Giovanni a Cerreto
- Chiesa di San Bartolomeo a Sestano
- Cappella di San Giovanni (Villa di Arceno)
- Cappella di San Giovanni (Villa Chigi-Saracini)
- Cappella di Santa Croce (Villa Sergardi di Catignano)
- Cappella della Madonna del Rosario (Villa Bianchi-Bandinelli)
- Monastero di San Salvatore (Badia Monastero)

### Architetture civili

#### Musei
- Parco sculture del Chianti

#### Teatri
- Teatro Vittorio Alfieri

#### Ville

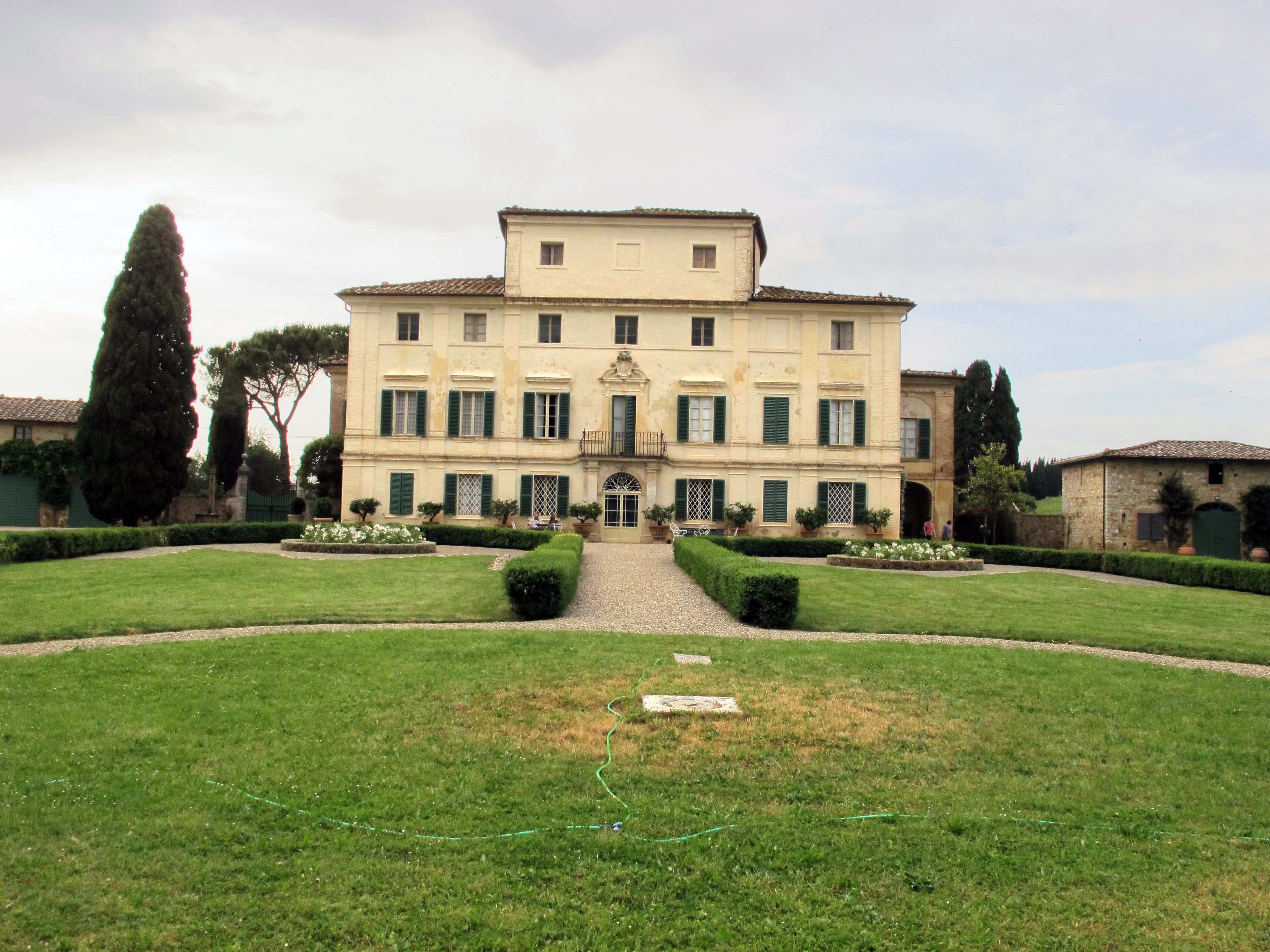
Villa di Geggiano

Il territorio comunale è punteggiato da numerose ville di pregio, costruite da aristocratici della vicina Siena:
- Villa di Aiola
- Villa Arceno
- Villa di Catignano (o Sergardi)
- Villa Chigi Lucarini Saracini
- Villa di Geggiano (o Bianchi-Bandinelli)
- Villa di Monaciano
- Villa di Montegiachi
- Villa Pagliaia
- Villa di Sestano
- Villa di Fagnano (o Terrosi-Vagnoli)
- La Casaccia Guelfi

### Architetture militari

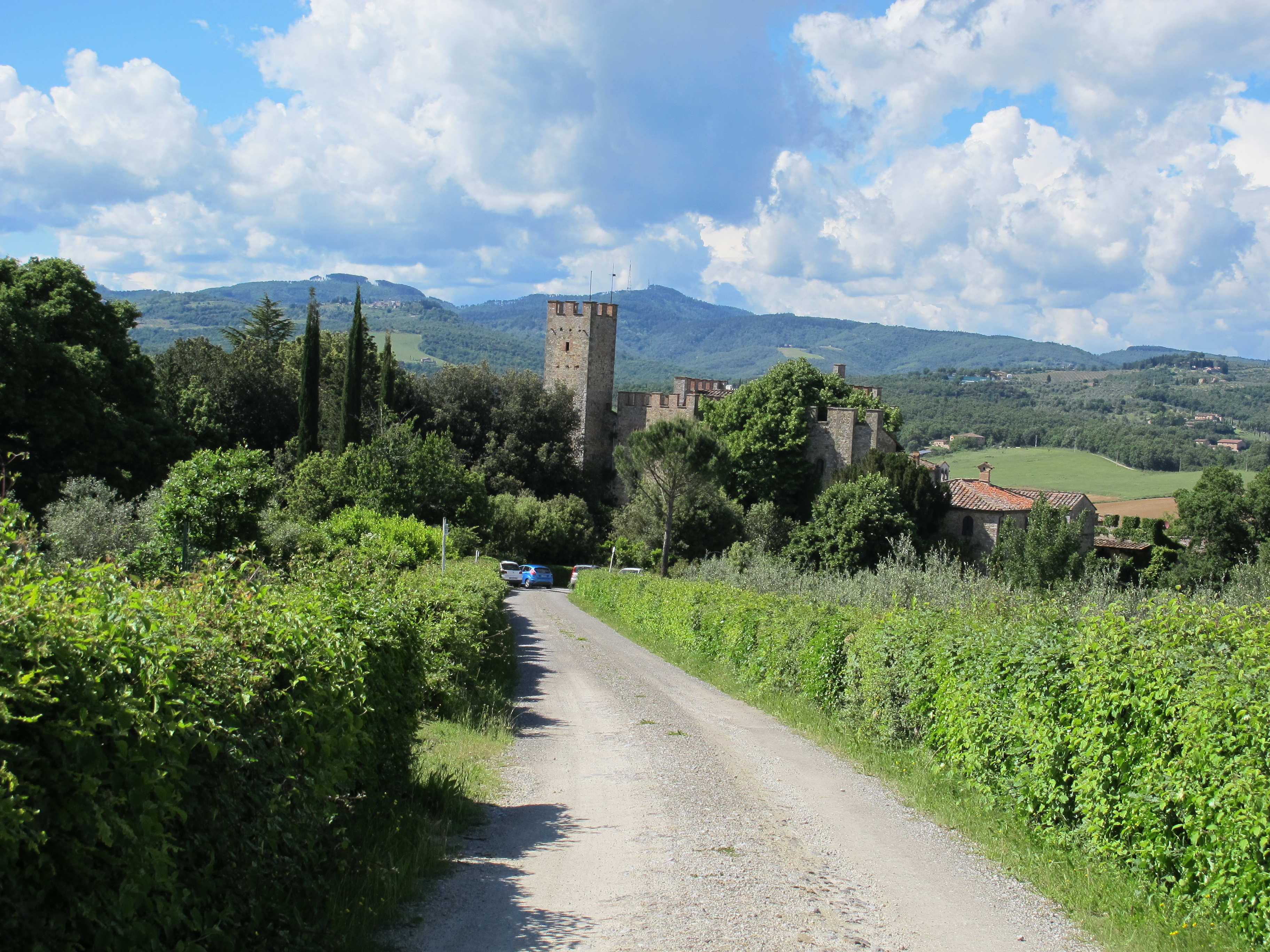
Castello di Montalto in Chianti

- Castello di Bossi
- Castello di Fagnano
- Castello di Montalto in Chianti
- Castello il Colombaio
- Castello di Scopeto
- Castello di Selvole

## Società

### Evoluzione demografica
Abitanti censiti

### Etnie e minoranze straniere
Questo proverbio toscano prende origine dalla frazione di San Giovanni a Cerreto. Luigi Brogi, soprannominato "Sicuro", era un mercante che, nei primi del Novecento, si recava da San Giovanni a Siena tutti i giorni per vendere le proprie merci. La mattina del 18 aprile 1923 fu assalito, derubato e ucciso da due briganti nei pressi dei "Ponticini", un centinaio di metri distanti da San Giovanni. Nel luogo della morte si erge una lapide in suo onore.
Secondo i dati ISTAT al 31 dicembre 2009 la popolazione straniera residente era di 1 001 persone. Le nazionalità maggiormente rappresentate in base alla loro percentuale sul totale della popolazione residente erano:
- Albania 223 (2,48%)
- Macedonia 218 (2,42%)
- Romania 93 (1,03%)

## Geografia antropica

### Suddivisioni storiche
Il comune di Castelnuovo Berardenga si divide storicamente in sei aree: Berardenga, Montaperti, Oltrarbia, Quercegrossa, Chianti Classico e Chianti Storico.

### Frazioni
Possiedono lo stato di frazione i seguenti centri abitati:
- Casetta (207 m s.l.m., 489 abitanti)[10]
- Monteaperti (252 m s.l.m., 652 abitanti)[10]
- Pianella (226 m s.l.m., 567 abitanti)[10]
- Pievasciata (430 m s.l.m., 134 abitanti)[10]
- Ponte a Bozzone (235 m s.l.m., 851 abitanti)[10]
- Quercegrossa (342 m s.l.m., 1 056 abitanti)[10][11]
- San Giovanni a Cerreto (313 m s.l.m., 164 abitanti)[10]
- San Gusmè (465 m s.l.m., 239 abitanti)[10]
- Vagliagli (511 m s.l.m., 242 abitanti)[10]
- Villa a Sesta (426 m s.l.m., 129 abitanti)[10]

### Altre località del territorio
Come riportato sullo statuto comunale, le altre località del territorio sono classificate in nuclei abitati e località storiche. Possiedono lo stato di nucleo abitato le località di Bossi, Castelnuovo Scalo, Cignano, Corsignano, Guistrigona, Grillo, Monastero d'Ombrone, Pacina, Poggiarello-La Ripa, Pontignanello, Pontignano, Santa Chiara, San Felice, Santa Margherita-La Suvera, San Piero, Santa Maria a Dofana. Possiedono lo stato di località storiche quelle di Abbadia Monastero, Monaciano, Pieve a Pacina, Rosennano e Vitignano.
Tra le altre località minori si ricordano quelle di Barca, Bivio Santo Stefano, Campi, Castell'in Villa, Catignano, Chieci, Colonna del Grillo, Curina, Geggiano, Petroio, San Giovanni, San Vito, Sestano, Stellino e Villa d'Arceno.

## Amministrazione
Di seguito è presentata una tabella relativa alle amministrazioni che si sono succedute in questo comune.
| Periodo        | Periodo        | Primo cittadino          | Partito                                                        | Carica  | Note   |
| -------------- | -------------- | ------------------------ | -------------------------------------------------------------- | ------- | ------ |
| 20 agosto 1985 | 18 giugno 1990 | Luca Bonechi             | Partito Comunista Italiano                                     | Sindaco | [ 12 ] |
| 18 giugno 1990 | 21 aprile 1993 | Luca Bonechi             | Partito Comunista Italiano, Partito Democratico della Sinistra | Sindaco | [ 12 ] |
| 21 maggio 1993 | 24 aprile 1995 | Simonetta Concetta Tilli | Partito Democratico della Sinistra                             | Sindaco | [ 12 ] |
| 24 aprile 1995 | 14 giugno 1999 | Simone Brogi             | lista civica                                                   | Sindaco | [ 12 ] |
| 14 giugno 1999 | 14 giugno 2004 | Simone Brogi             | centro-sinistra                                                | Sindaco | [ 12 ] |
| 14 giugno 2004 | 8 giugno 2009  | Roberto Bozzi            | centro-sinistra                                                | Sindaco | [ 12 ] |
| 8 giugno 2009  | 26 maggio 2014 | Roberto Bozzi            | centro-sinistra                                                | Sindaco | [ 12 ] |
| 26 maggio 2014 | 27 maggio 2019 | Fabrizio Nepi            | centro-sinistra Per Castelnuovo Berardenga                     | Sindaco | [ 12 ] |
| 27 maggio 2019 | in carica      | Fabrizio Nepi            | centro-sinistra Scelgo Castelnuovo Berardenga                  | Sindaco | [ 12 ] |